# Палаццо Кальбо-Кротта
Палаццо Кальбо-Кротта (итал. Palazzo Calbo Crotta) — дворец в районе Каннареджо в Венеции. Выходит на Гранд-канал, недалеко от моста Скальци.

## История
Палаццо Кальбо-Кротта возведено XIV веке для венецианской семьи Кальбо. В последующие века здание множество раз реконструировалось и перестраивалось, придя к нынешнему виду к XVII веку. Семья Кальбо, падуанского происхождения, владела несколькими домами в Венеции, но, согласно исследованию Ренцо Деросаса, накопила большие долги. Женившись на дворянке Лукреции Кротта, Франческо Кальбо добавил к своему имени фамилию жены.
В XVIII веке были внесены значительные изменения в интерьеры здания. Их украсили произведениями искусства и дорогой мебелью. 
В настоящее время дом находится в хорошем состоянии, в здании в основном расположены частные квартиры, отель, магазины, а также рестораны.

## Архитектура
Здание представляет собой развернутый в длину трёхэтажный комплекс с мезонином на мансардном этаже. Фасад со стороны канала оштукатурен в белый цвет, стилистически разделен на две одинаково структурированные части: обе имеют ряды одинарных окон, в центре которых на двух жилых этажах подчеркнуто наличие групп, состоящих из трёх окон.
Архитектурный стиль левой стороны здания более готический, со стрельчатыми окнами; правая часть типична для эпохи Возрождения, с круглыми арочными проёмами.
На первом этаже есть терраса с видом на Гранд-канал. Внутри дворца есть многочисленные фрески Якопо Гуараны, Франческо Дзуньо.